# Encaussa (Alta Garona)
En Causse (occità Encausse-les-Thermes) és un municipi francès situat al departament de l'Alta Garona i a la regió d'Occitània.